# FC Arman
El FC Arman (en kazajo: Арман футбол клубы, Arman Fýtbol Klýby) fue un equipo de fútbol de Kazajistán que jugó en la Liga Premier de Kazajistán, la primera división de fútbol en el país.

## Historia
Fue fundado en el año 1968 en la ciudad de Kentau con el nombre Gorniak Kentau, y cuando formaba parte de la Unión Soviética logró jugar en la Segunda División de la Unión Sovíetica en 1968 donde terminó en el lugar 15. En esa misma temporada logra su mejor resultado en la Copa de la Unión Soviética donde avanzó hasta los octavos de final.
Tras la disolución de la Unión Soviética y la independencia de Kazajistán cambia su nombre por el de FC Arman y se convierte en uno de los equipos fundadores de la Liga Premier de Kazajistán en 1992 y también en uno de los primeros equipos que descendieron de la primera división al terminar en el lugar 22 entre 24 equipos.
El club desaparece en 1993 por falta de recursos.

## Nombres
- 1968-90 : Gorniak Kentau
- 1990-92 : FC Arman